# Pedmore
Pedmore är en stadsdel i Stourbridge, i distriktet Dudley, i grevskapet West Midlands, i England. Pedmore var en civil parish fram till 1974. Civil parish hade 1 366 invånare år 1951. Byn nämndes i Domedagsboken (Domesday Book) år 1086, och kallades då Pevemore.